# Holmström-Flyg-Flug 314
Der Holmström-Flyg-Flug 314 (Flugnummer: HE314) war ein Inlandslinienflug der Holmström Flyg von Stockholm nach Oskarshamn. Am 8. Mai 1989 ereignete sich auf diesem Flug ein schwerer Flugunfall, als die Piloten der eingesetzten Beechcraft Model 99 im Endanflug die Kontrolle über die Maschine verloren. Bei dem Unfall kamen alle 16 Personen an Bord ums Leben.

## Maschine
Bei der betroffenen Maschine handelte es sich um eine Beechcraft Model 99A. Die Maschine wurde im Jahr 1968 endmontiert und trug die Werksnummer U-48. Die Maschine wurde mit dem Luftfahrzeugkennzeichen N7699N am 25. Oktober 1968 an die SMB Stage Lines ausgeliefert. Ab Oktober 1969 war die Maschine an die Air Pacific verleast. Im September 1977 übernahm die Royale Airlines die Maschine und nutzte sie bis Mai 1981. Im selben Monat übernahm die Pioneer Airlines die Maschine. Im Januar 1987 wurde die Maschine mit dem neuen Kennzeichen N299ME auf die Midnight Express zugelassen und verblieb bis Dezember 1987 in deren Flotte. Im selben Monat ging die Maschine an die Holmström Flyg aus dem schwedischen Hultsfred, bei der sie ihr letztes Kennzeichen SE-IZO erhielt. Das zweimotorige Regionalverkehrsflugzeug war mit zwei Turboproptriebwerken des Typs Pratt & Whitney Canada PT6A-20 ausgestattet. Bis zum Zeitpunkt des Unfalls hatte die Maschine eine kumulierte Betriebsleistung von 23.095 Betriebsstunden absolviert.

## Passagiere und Besatzung
Den Flug von Stockholm nach Oskarshamn hatten 14 Passagiere angetreten. Die Besatzung war zweiköpfig. Sie bestand aus einem 36-jährigen Flugkapitän, der über 1.600 Stunden Flugerfahrung verfügte und davon 400 mit der Beechcraft 99 abgeleistet hatte sowie aus einem 48-jährigen Ersten Offizier mit 3.900 Stunden Flugerfahrung, von denen 28 Stunden auf die Beecraft 99 entfielen.

## Unfallhergang
Nach einem unauffälligen Flug befand sich die Beech 99 im Endanflug, als sich plötzlich die Flugzeugnase hob. Die Maschine stieg steil auf, rollte nach links und stürzte 150 Meter vor der Schwelle von Landebahn 19 und 75 Meter links von der Anfluggrundlinie aus einer vertikalen Fluglage ab. Die Maschine brach beim Aufprall auseinander und ein Feuer brach aus. Alle 16 Insassen kamen ums Leben.

## Opfer
Unter den Getöteten befanden sich der sozialdemokratische Politiker und Generaldirektor des Nationalen Arbeitsausschusses AMS, John-Olof Persson, drei Abgeordnete, Anna Wohlin Andersson (Zentrumspartei), Hans Rosengren (Sozialdemokraten) und Anders Andersson (Gemäßigte) sowie ein Stadtrat und der Stadtrat in der Gemeinde Norberg, Egon Gröning. Der Generaldirektor, die Mitglieder des Parlaments und des Gemeinderats sowie sieben weitere Personen, die an Bord des Flugzeugs waren, befanden sich auf einer Geschäftsreise für ein Staatskomitee, das die Regionalpolitik und die soziale Verantwortung des Staates in den Bereichen Telekommunikation und Post untersuchen sollte. Die beiden anderen Todesopfer waren zwei Studierende.

## Ursachen
Die Statens haverikommission (SHK) nahm nach dem Unfall die Untersuchungen auf. Die Ermittler stellten fest, dass der Schwerpunkt der Maschine aufgrund von Gewichtsunterschieden zwischen den Passagieren zu weit hinten gelegen hatte (45,0 % bei einem Grenzwert von 38,4 %).
Der Erste Offizier, welcher die Maschine zum Unfallzeitpunkt steuerte, verfügte zudem mit nur 28 Flugstunden über sehr begrenzte Erfahrung mit der Beech 99.
Die Ermittler kamen zu dem Schluss, dass der Unfall wahrscheinlich durch die Tatsache verursacht wurde, dass der Pilot das rasche Anheben der Flugzeugnase nicht rechtzeitig ausgleichen konnte. Die Anomalie sei aufgetreten, als die Landeklappen ausgefahren wurden, während die Triebwerke mit hoher Leistung liefen.